# Epidendrum geniculatum
Epidendrum geniculatum Barb. Rodr. (1882) là một loài lan bản địa các bang Brasil Espirito Santo và Rio de Janeiro, tại độ cao từ 300 – 800 m.
Mô tả Epidendrum geniculatum đã được xuất bản năm 1882 bởi João Barbosa Rodrigues Tám năm sau, năm 1890, Joseph Dalton Hooker xuất bản mô tả một loài lan, dưới tên gọi Epidendrum geniculatum for which William Roxburgh had published a description 70 years earlier, with the name Aerides multiflora. Do đó, Epidendrum geniculatum Hook.f. là một đồng âm của Aerides multiflora Roxb., và về mặt phân loại rất khác Epidendrum geniculatum Barb.Rodr., chủ đề bài này.